# サウスポート
サウスポート（Southport）は、イングランド・マージーサイドのタウン。人口は9万4421人（2021年）。行政上は、メトロポリタン・バラ・オブ・セフトンに属している。

## 概要
アイリッシュ海に面しており、リヴァプールの北23km、プレストンの南西23kmに位置している。歴史的にはランカシャーに属していた。1792年にタウンとなった。19世紀にはリーズやリヴァプールと近いため、観光業が発展した。
2024年8月、市内で極右主義者が暴動を起こし、警察などが攻撃を受けた。

## スポーツ
- サウスポートFC
- ロイヤル・バークデール・ゴルフクラブ - 全英オープン開催コース。

## 出身人物
- ジャック・ロドウェル - サッカー選手
- デイヴィッド・ミッチェル - 小説家
- マーク・アーモンド - ミュージシャン
- ミランダ・リチャードソン - 女優